# Шчолково
Шчолково (на руски: Щёлково) е град в Русия, Московска област, административен център на Шчолковски район (но не влиза в състава му).

## География
Отстои на 15 километра североизточно от столицата Москва. Разположен е по бреговете на река Клязма (ляв приток на Ока) при вливането в нея на р. Уча. Населението на града е 116 366 души (1 януари 2014).

## История
Първите сведения за село Шчолково са от средата на ХVІ век, от ХVІІІ век е владение на манастира Троице-Сергиева лавра. Става селище от градски тип през 1923 г., получава статут на град и районен център на 17 август 1925 г.

## Други
По-важни предприятия са: „Валента Фармацевтика“ – на 4-то място сред фармацевтичните производители на Русия, Шчолковски завод за вторичн скъпоценни метали, металургичен завод, завод за препарати за растителна защита, завод за сокове „Мултон“ и др.
Железопътно се обслужва от 3 гари и 3 спирки. Край Шчолково се намира летище Чкаловский.
Сред забележителностите в града се открояват: регионален исторически музей, музей за военни униформи, 2 кинотеатъра, 2 културни центъра. Има също 6 църкви, джамия, паметници.
Висшето образование в града е представено от 2 филиала на висши училища.